# Арка Филенов
Арка Филенов, также называемая ливийской мраморной аркой (итал. Arco dei Fileni, англ. Marble Arch) — триумфальная арка, построенная на прибрежной дороге Виа Бальбо в эпоху итальянского владычества в Ливии. Была расположена между Рас-Лануфом и Эль-Агейлой, указывая границу между Триполитанией и Киренаикой.
Проект арки разработал архитектор Флорестано ди Фаусто; автором идеи, «заказчиком», был генерал-губернатор Итало Бальбо. Торжественное открытие состоялось 16 марта 1937 года. Арка получила своё название Arco dei Fileni в честь легендарных карфагенских братьев Филенов.
Надпись на арке гласила: "ALME SOL POSSIS NIHIL URBE ROMA VISERE MAIVS" (с лат. — «О Солнце, да не увидишь ты города, более великого, чем Рим»). После прихода к власти Каддафи это монументальное сооружение, памятник итальянского колониального правления, было снесено.